# Traité de Cherasco
Ne doit pas être confondu avec l’armistice de Cherasco, signé au printemps 1796

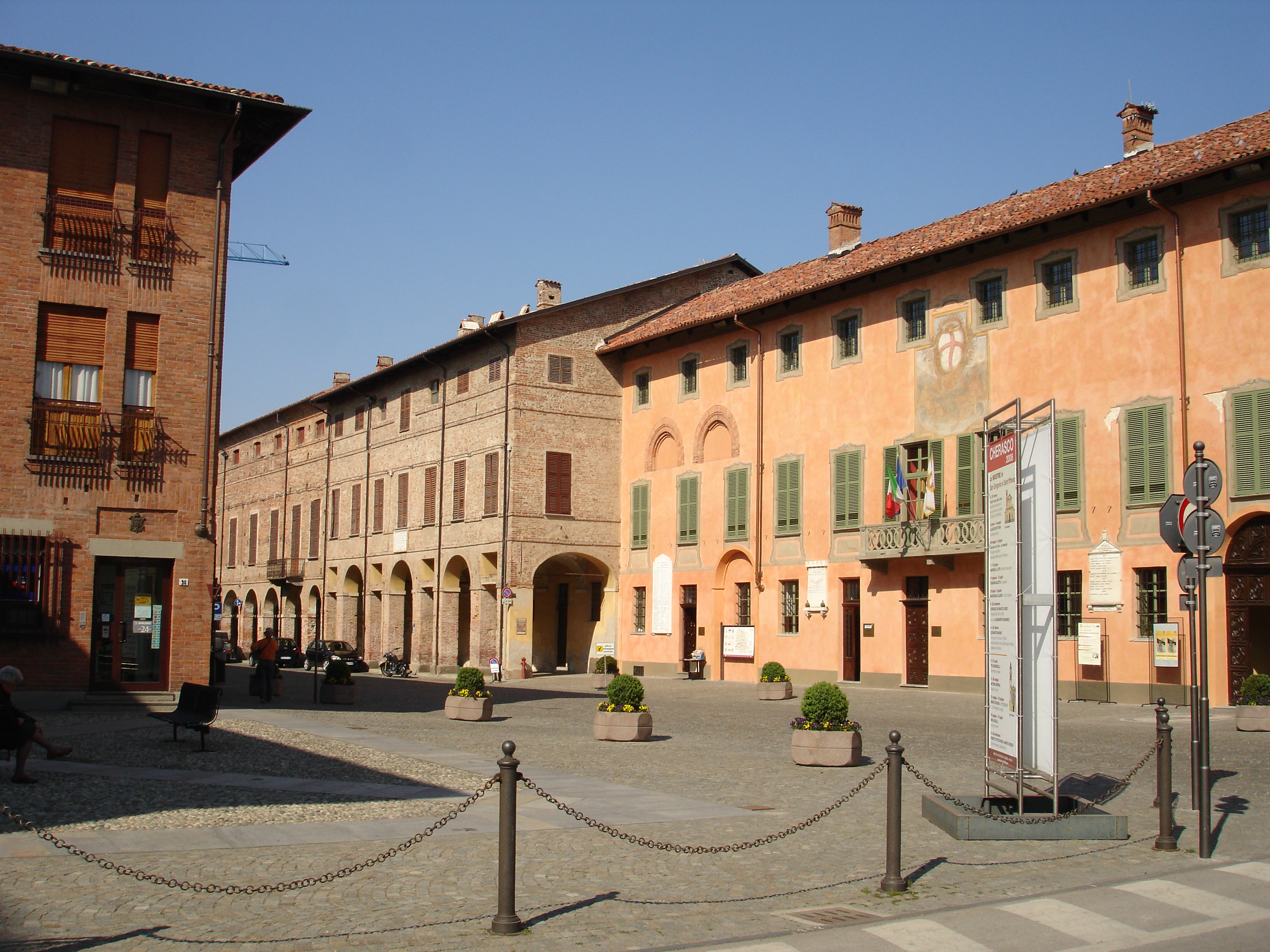
Traité de Cherasco

Le traité de Cherasco, également appelé traité de Querasque, a été signé le 6 avril 1631 entre la France, l'empereur Ferdinand II et le duc de Savoie et réglait de la question italienne dans la Valteline. Charles Ier de Mantoue reçoit Mantoue ; l'Empereur renonce à Mantoue et au Montferrat ; et les Français évacuent les Grisons, qu'ils occupaient.

## Le traité
Le traité de Cherasco désigne les deux accords signés à Cherasco, dans le Piémont, qui ont mis fin à la guerre de succession de Mantoue (1628-1631) dans le nord de l'Italie. 
L'accord du 6 avril 1631 a été signé à Cherasco par les plénipotentiaires de l'empereur Ferdinand II, de Louis XIII et du duc Victor-Amédée Ier de Savoie. Maurice de Savoie fut envoyé en France pour négocier auprès du roi l'éclaircissement de quelques articles. Un autre accord du 19 juin 1631 confirmait le premier et édictait en outre de nouvelles dispositions concernant le déroulement du retrait des troupes. 
On convenait des points suivants : 
- Toutes les troupes étrangères devraient se retirer de la région en guerre ;
- Le duc de Savoie renonçait à ses droits sur le duché de Montferrat et, en compensation, en recevait près de la moitié d'une valeur de 15 000 écus ;
- Le duc de Nevers, Charles Ier de Mantoue, était indemnisé de la perte de ses territoires par un versement du duc de Savoie qui était fait en une fois et équivalant aux recettes totales annuelles de ces territoires ;
- Le duc de Nevers recevait les territoires qui lui restaient à titre de fief de l'empereur et de l'empire ;
- Ferdinand II Gonzague renonçait à ses droits sur le duché de Mantoue et recevait en compensation Reggiolo et Luzzara.

Dans son Mémoire sur les affaires généralles de la Chrestienté (avril 1633), Paul II Ardier évoque la guerre de succession et se félicite de l'acquisition de Pignerol, dont l'intérêt stratégique pour faciliter l'action des Français en Italie est évident, mais il passe sous silence les conditions de cette acquisition qui sont prévues dans le traité de Cherasco. Deux ans plus tard, il considère encore utile de les taire.